# Cureggio
Cureggio (piemontiul: Curegg) település Olaszországban, Piemont régióban, Novara megyében. Lakosainak száma 2589 fő (2023. január 1.). Cureggio Boca, Borgomanero, Cavallirio, Fontaneto d’Agogna és Maggiora községekkel határos.

## Népesség
A település lakossága az elmúlt években az alábbi módon változott:
| Lakosok száma | 2624 | 2630 | 2589 |
|               | 2017 | 2018 | 2023 |